# روبرت براون (رسام)
روبرت براون (بالإنجليزية: Robert Brown)‏ هو رسام أمريكي، ولد في 3 فبراير 1936 في موريسون في الولايات المتحدة، وتوفي في 2 يوليو 2007 في أوليمبيا فيلدز في الولايات المتحدة.